# 가도벌괵
가도벌괵(假道伐虢)은 “길을 빌려 괵나라를 친다”는 뜻으로, 삼십육계의 제24계이다.
공략 대상을 분단시켜 각개 격파하는 전략이다. 특히 일단 동맹을 맺어 이용한 뒤 이용가치가 없어지면 공격해 멸망시키는 것도 가도벌괵에 해당한다.
춘추시대 우나라(虞)와 괵나라(虢)라는 두 소국은 진나라(晋)에 인접해 있었다. 진 헌공은 우나라에게 보물을 보내면서 괵나라를 공격하는 데 진나라 군대가 우나라를 통과하는 것을 허용하도록 요구했다. 우나라의 궁지기라는 신하가 “괵나라가 망하면 우나라도 공격당할 수 있다”고 우려해 공개적으로 간언했지만 왕은 듣지 않았다. 과연 괵나라가 멸망하자 우나라도 진나라에 공격당해 멸망하고 말았다.